# 裏町人生 (橋幸夫のアルバム)
『裏町人生』は、1970年10月にビクターレコードより発売された、橋幸夫のLP盤でのオリジナルアルバム（SJX-49）である。2008年10月1日に『ビクター流行歌 名盤・貴重盤コレクション第三期(12)　裏町人生』（VICL-63061）として復刻されている。

## 概要
- 『橋幸夫傑作集』（第1集～第9集）、『橋幸夫ステレオハイライト』（第1集～第7集）など30種以上のベストアルバムを出した橋は、1964年初のオリジナルアルバム『橋幸夫　民謡をうたう』を、暫く間をあけて、5年後に『妻恋道中』リリースした。前者は各地で歌い継がれてきた民謡を、後者は、戦前の股旅歌謡曲をとりあげたものとなっている。
- 本作は『妻恋道中』と同じコンセプトであるが、とりあげる対象が戦前または戦後間もない時期の流行歌となっている。戦前のヒット曲は5曲となっている。
- 本アルバムのタイトルとなっている「裏町人生」は、戦前に上原敏と結城道子のコンビで大ヒットした日本演歌の古典的名作である。
- 解説は、雑誌『平凡』の編集局長斎藤茂が担当し、「これまでにつちかって来た歌手としての実力を集約し、新境地へアタックしたのがこのLPで、.....仕事の面でも新しい人生の第一歩を踏み出した....それくらいの意義がある」と記している[2]。
- ジャケットは大人の雰囲気を狙ってタバコをくわえた写真が使われている。
- 編曲は、『妻恋道中』でも共演した近藤進が全曲担当している。
- 本アルバムとは別に、4チャンネル版LPが制作され（CD4B-5025）、同時発売されたが、通常版から3曲が削られ、代わりに「高原の駅よさようなら」が収録された。これは、4チャンネル版LPでしか聞くことができない[3]。また、ジャケットも違う写真が使われている。

## 収録曲
1. 裏町人生
　作詞：島田磬也、作曲：阿部武雄、編曲：近藤進
2. 船頭小唄
　作詞：野口雨情、作曲：中山晋平、編曲：近藤進
3. かえり船
　作詞：清水みのる、作曲：倉若晴生、編曲：近藤進
4. 無情の夢
　作詞：佐伯孝夫、作曲：佐々木俊一、編曲：近藤進
5. 誰か夢なき
　作詞：佐伯孝夫、作曲：清水保雄、編曲：近藤進
6. 紫のタンゴ
　作詞：佐伯孝夫、作曲：飯田信夫、編曲：近藤進

B面
1. 啼くな小鳩よ
　作詞：高橋掬太郎、作曲：飯田信夫、編曲：近藤進
2. 流れの旅路
　作詞：吉川静夫、作曲：上原げんと、編曲：近藤進
3. 雨に咲く花
　作詞：高橋掬太郎、作曲：池田不二男、編曲：近藤進
4. 流れの船唄
　作詞：吉川静夫、作曲：吉田正、編曲：近藤進
5. 男一匹の歌
　作詞：夢虹二、作曲：佐藤長助、編曲：近藤進
6. 別れ船
　作詞：清水みのる、作曲：倉若晴生、編曲：近藤進